# Worldometer
Worldometer(s) is een Amerikaanse website die statistische gegevens toont voor een verscheidenheid aan onderwerpen. De website wordt sinds maart 2020 veel geraadpleegd voor gegevens over de verspreiding van de ziekte COVID-19. De gegevens worden regelmatig bijgewerkt, die over COVID-19 bijvoorbeeld elke 5 minuten. Worldometers kwam op 29 januari 2008 online en wordt beheerd vanuit San Francisco.